# فهرست فرودگاه‌های لوکزامبورگ

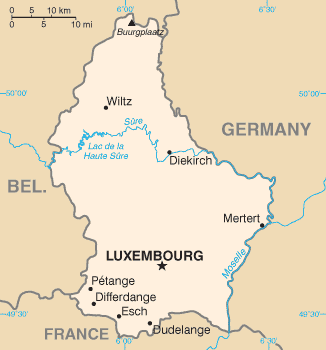
نقشهٔ لوکزامبورگ

این مقاله شامل فهرست فرودگاه‌های لوکزامبورگ است که بر پایهٔ مکان قرارگیری آن‌ها مرتب شده است.
| شهر               | ایکائو | یاتا | نام فرودگاه                                     | مختصات                                                        |
| ----------------- | ------ | ---- | ----------------------------------------------- | ------------------------------------------------------------- |
| لوکزامبورگ        | ELLX   | LUX  | فرودگاه لوگزامبورگ - فیندل                      | ۴۹°۳۷′۳۵″ شمالی ۰۰۶°۱۲′۴۱″ شرقی / ۴۹٫۶۲۶۳۹°شمالی ۶٫۲۱۱۳۹°شرقی |
| مدرناخ            | ELMD   |      | Medernach Ulmodrome                             | ۴۹°۴۷′۱۹″ شمالی ۰۰۶°۱۴′۲۷″ شرقی / ۴۹٫۷۸۸۶۱°شمالی ۶٫۲۴۰۸۳°شرقی |
| نورترانگه / ویلتز | ELNT   |      | Noertrange Airfield (Wiltz-Noertrange Airfield) | ۴۹°۵۸′۵۱″ شمالی ۰۰۵°۵۵′۰۴″ شرقی / ۴۹٫۹۸۰۸۳°شمالی ۵٫۹۱۷۷۸°شرقی |
| اوزلدانژ          | ELUS   |      | Useldange Glider Field                          | ۴۹°۴۶′۰۶″ شمالی ۰۰۵°۵۷′۵۷″ شرقی / ۴۹٫۷۶۸۳۳°شمالی ۵٫۹۶۵۸۳°شرقی |